# Elecciones federales de Bélgica de 2024
Las elecciones federales de Bélgica se celebraron el 9 de junio de 2024. En ellas se renovaron los 150 miembros de la Cámara de Representantes de Bélgica. Las elecciones federales se celebraron el mismo día que las elecciones al Parlamento Europeo y  las regionales.
Estas elecciones vieron el colapso de los ecologistas (en particular Ecolo) que perdieron más de la mitad de sus escaños después de haber sido los grandes ganadores de las elecciones de 2019; lo mismo ocurre con el Open VLD, partido del primer ministro saliente, Alexander De Croo, que pasa de 12 a 7 escaños. El Partido Socialista Valón sufrió otra derrota y obtuvo un resultado electoral históricamente bajo.
En el lado ganador, Los Comprometidos (ex cdH) casi triplicó su número de escaños y alcanzó un nivel de popularidad no visto en 30 años. El Movimiento Reformador reemplazo al PS como primer partido francófono (lo que no ocurría desde 2007) ganando 6 escaños más. En Flandes, Vooruit (ex- sp.a) casi duplica sus escaños.
El Partido del Trabajo de Bélgica (PTB/PVDA) ganó tres escaños adicionales gracias a sus avances en Bruselas y Flandes, pero está en declive en Valonia, contradiciendo a las encuestas que los mostraban peleando por el segundo puesto. Interés Flamenco (VB), aunque obtuvo dos escaños adicionales, no logró convertirse en el partido líder en Flandes, y la Nueva Alianza Flamenca ( logró mantener este lugar al contradecir las predicciones de casi todas las encuestas desde 2019. El día después de las elecciones, la prensa belga destacó dos momentos destacados de las elecciones. En primer lugar, el progreso de la extrema derecha flamenca resultó ser mucho más débil de lo esperado gracias a un N-VA que logró mantenerse como partido líder. En segundo lugar, la victoria de Los Comprometidos y el Movimiento Reformador hace que Valonia, tradicionalmente de izquierda, se desplace hacia la derecha.

## Antecedentes
Las anteriores elecciones de 2019 supusieron la derrota de la coalición liderada por el primer ministro Charles Michel, líder del Movimiento Reformador (MR).
Las elecciones de 2019 fueron marcadas especialmente por la irrupción de Interés Flamenco (VB) en Flandes, que ocupa el segundo lugar y se convierte en el tercer partido en la Cámara de Representantes. El Partido del Trabajo (PTB/PVDA) también logró claros progresos, consiguiendo sus primeros representantes electos flamencos y en Bruselas a nivel federal. Los ecologistas francófonos (Ecolo) y neerlandeses (Groen) experimentan un aumento, especialmente marcado en Ecolo, que casi duplica su resultado de 2014 y se convierte en el primer partido en Bruselas. Los resultados de los ecologistas, sin embargo, siguen estando por debajo de lo que sugerían sus resultados en las elecciones provinciales y municipales de octubre de 2018 y las manifestaciones climáticas que marcaron el inicio de 2019. Por el contrario, los partidos tradicionales, así como la Nueva Alianza Flamenca (N-VA), experimentaron un declive, incluido el Partido Socialista (PS), que terminó con el peor resultado de su historia en Valonia, aunque sigue siendo el principal partido francófono. El Centro Democrático Humanista (cdH) queda relegado al quinto lugar entre los partidos francófonos detrás de Ecolo y el PTB, llegando incluso al segundo lugar en su tradicional bastión de la provincia de Luxemburgo, detrás del Movimiento Reformador (MR). Finalmente, el Partido Popular (PP) registró tal descenso que el partido finalmente se disolvió el 18 de junio siguiente.
Los resultados de 2019 son vistos como un rechazo a los partidos tradicionales y una expresión de un deseo de cambio. El declive del N-VA también se atribuye al fracaso de su estrategia para captar el electorado de Vlaams Belang. La bipolarización entre una Flandes cada vez más derechista y una Valonia cada vez más de izquierda marca la existencia de dos mundos políticos diferentes en el país.
Las negociaciones destinadas a formar un nuevo gobierno se prolongaron durante varios meses, antes de que la pandemia de Covid-19 provocara el establecimiento de emergencia de un gobierno minoritario en funciones, el gobierno Wilmès II. Constituido el 17 de marzo de 2020, recibió la confianza de la Cámara el 19 de marzo de 2020, poniendo fin a 454 días de gobierno en funciones. La interinidad duró finalmente seis meses: después de numerosas misiones y varios informes, el flamenco Alexander De Croo — al frente de los Liberales y Demócratas Flamencos (Open Vld) se convierte en Primer Ministro el 11 de octubre de 2020 al frente de un gobierno que reúne a siete partidos, 494 días después de las elecciones. Apodado el gobierno Vivaldi, vivió una serie de crisis: Guerra en Ucrania, crisis energética, inflación, crisis sanitaria vinculada a la pandemia de COVID-19.

### Cambios en los distritos y los partidos
Debido a los cambios demográficos, las circunscripciones de Bruselas y Namur ganan un escaño, las circunscripciones de Henao y Lieja pierden un escaño en comparación con las elecciones de 2019.
El Interés Flamenco (VB) no se presenta a las elecciones en Valonia para no competir con el partido Nuestra Propia Casa (CN). Durante las últimas elecciones, Interés Flamenco (VB) recibió alrededor de 18 mil votos en la región.
El Partido Socialista Diferente (sp.A) cambió su nombre a Adelante en marzo de 2021.
El Centro Democrático Humanista (cdH) cambia su nombre a Los Comprometidos el 12 de marzo de 2022.
A finales de diciembre de 2023, el partido Blanco anunció que presentaría listas en todas las circunscripciones del país. El partido desea hacer oír las voces de los electores que votan en blanco, nulos o se abstienen. Sus posibles representantes electos prometen no participar en el debate y abstenerse sobre cualquier tema, excepto el del reconocimiento del voto de protesta, único punto del programa del partido.
La N-VA presenta listas en Valonia. Colectivo Ciudadano presenta listas en todas las circunscripciones francófonas  Para Ti está presente en todos los distritos electorales de habla neernaldesaAgora presenta listas en Bruselas, Namur y el Brabante Valón.

## Sistema electoral
Los 150 miembros de la Cámara de Representantes serán elegidos en 11 distritos electorales de múltiples miembros, que son las diez provincias y Bruselas, con entre 4 y 24 escaños. Los asientos se asignan según el método d'Hondt, con un umbral electoral del 5 % por circunscripción.
Los representantes elegidos de las cinco provincias flamencas, Amberes (24), Flandes Oriental (20), Brabante Flamenco (15), Limburgo (12) y Flandes Occidental (16), pertenecen automáticamente al grupo lingüístico de habla flamenca en el parlamento, mientras que aquellos elegidos entre las cinco provincias valonas, Henao (18), Lieja (15), Luxemburgo (4), Namur (6) y Brabante Valón (5), forman el grupo de habla francesa. Los 15 miembros elegidos en Bruselas pueden optar por unirse a ambos grupos, aunque de hecho solo los partidos francófonos alcanzan el umbral.
El Senado de 60 miembros está compuesto por 50 representantes de los parlamentos regionales y comunitarios, más 10 senadores cooptados divididos proporcionalmente entre los partidos según el resultado de las elecciones federales.
El reparto de asientos se realiza cada diez años de acuerdo con los datos de población, el último por orden real del 31 de enero de 2013.
Todos los ciudadanos belgas de 18 años o más están obligados a participar en la elección. Los ciudadanos no belgas que residen en Bélgica no pueden votar, mientras que los ciudadanos belgas que viven en el extranjero deben registrarse para votar.
La votación se realiza electrónicamente en los 19 municipios de Bruselas y nueve de habla alemana, así como en 159 municipios flamencos. La votación se realiza mediante papeleta en 141 municipios flamencos, así como en los 253 municipios valones (no de habla alemana).

### Calendario
| 9 de febrero | Inicio del 'período de espera' (sperperiode) que se extiende hasta el día de las elecciones, durante el cual la propaganda política y los gastos están estrictamente regulados. |
| 1 de abril   | El censo electoral lo fijan las autoridades municipales y está disponible para escrutinio.                                                                                      |
| 13 de abril  | Plazo para presentar listas de candidatos |
| TBD          | El Parlamento se disuelve formalmente |
| 25 de mayo   | Último día para el anuncio oficial de las elecciones y la carta de convocatoria a los electores                                                                                 |
| 5 de junio   | Jornada electoral para los belgas residentes en el extranjero en las embajadas y oficinas consulares                                                                            |
| 9 de junio   | Día de votación (de 8:00 a 14:00 horas, o hasta las 16:00 horas si la votación se realiza electrónicamente)                                                                     |
| 10 de julio  | Sesión constitutiva de la recién elegida Cámara de Representantes |

## Partidos
Los siguientes partidos candidatos tienen escaños en la Cámara de Representantes.
| Partido                          | Ideología                                  | Posición política             | Líder                              | Elecciones de 2019 | Estatus   |
| -------------------------------- | ------------------------------------------ | ----------------------------- | ---------------------------------- | ------------------ | --------- |
| Nueva Alianza Flamenca           | Conservadurismo Nacionalismo flamenco      | Centro derecha a derecha      | Bart De Wever                      | 25/150             | Oposición |
| Interés Flamenco                 | Populismo de derecha Nacionalismo flamenco | Derecha a extrema derecha     | Tom Van Grieken                    | 18/150             | Oposición |
| Partido Socialista               | Socialdemocracia                           | Centro izquierda              | Paul Magnette                      | 20/150             | Gobierno  |
| Vooruit                          | Socialdemocracia                           | Centro izquierda              | Melissa Depraetere                 | 9/150              | Gobierno  |
| Movimiento Reformador            | Liberalismo                                | Centro derecha                | Georges-Louis Bouchez              | 14/150             | Gobierno  |
| Liberales y Demócratas Flamencos | Liberalismo                                | Centro derecha                | Tom Ongena                         | 12/150             | Gobierno  |
| Ecolo                            | Política verde                             | Centro izquierda              | Rajae Maouane and Jean-Marc Nollet | 13/150             | Gobierno  |
| Groen                            | Política verde                             | Centro izquierda              | Nadia Naji and Jeremie Vaneeckhout | 8/150              | Gobierno  |
| Cristiano Demócrata y Flamenco   | Democracia cristiana                       | Centro derecha a derecha      | Sammy Mahdi                        | 12/150             | Gobierno  |
| Partido del Trabajo              | Socialismo Marxismo                        | Izquierda a extrema izquierda | Raoul Hedebouw                     | 12/150             | Oposición |
| Los Comprometidos                | Socioliberalismo                           | Centro                        | Maxime Prévot                      | 5/150              | Oposición |
| DéFI                             | Regionalismo Socioliberalismo              | Centro a centro derecha       | François De Smet                   | 2/150              | Oposición |

## Resultados
Los resultados hicieron que la Nueva Alianza Flamenca siguiera siendo el partido más grande en el parlamento, mientras que el actual gobierno de coalición liderado por el Primer Ministro Alexander De Croo y sus Liberales y Demócratas Flamencos Abiertos perdieron su mayoría. El Movimiento Reformista surgió como el partido más grande en Bruselas y Valonia .
|  | 16.71 % |

|  | 13.77 % |

|  | 10.26 % |

|  | 9.86 % |

|  | 8.11 % |

|  | 8.04 % |

|  | 7.98 % |

|  | 6.77 % |

|  | 5.45 % |

|  | 4.65 % |

|  | 2.93 % |

|  | 1.20 % |

|  | 1.08 % |

|  | 0.92 % |

|  | 0.62 % |

|  | 0.51 % |

|  | 0.36 % |

|  | 0.23 % |

|  | 0.15 % |

|  | 0.10 % |

|  | 0.09 % |

|  | 0.08 % |

|  | 0.06 % |

|  | 0.05 % |

|  | 0.03 % |

|  | 94.37 % |

|  | 5.63 % |

|  | 100.00 % |

|  | 88.45 % |

## Formación de gobierno
La Coalición Vivaldi (PS-CD&V-Open VLD-MR-Ecolo-Vooruit-Groen), coalición del gobierno de De Croo, puede salir reelecta, pero con una mayoría muy débil (76/150). Sin embargo, podría reforzarse con la incorporación de Los Comprometidos (90/150). Sin embargo, la hipótesis de una repetición de la Coalición Vivaldi es bastante improbable debido a la impopularidad de la coalición saliente y el gran número de socios difícil de gestionar, problema recurrente durante toda la legislatura. Además, tras su derrota electoral, el PS, Open VLD y Groen anunciaron su deseo de permanecer en la oposición.
Entre el 10 y el 12 de junio de 2024, el rey consulta a todos los líderes de los partidos. El 12 de junio nombró como informante a Bart De Wever, líder de la Nueva Alianza Flamenca (N-VA), el principal partido del país. Originalmente se planeó que su encargo durara una semana. Después de presentar un informe el 19 de junio, su misión fue prorrogada hasta el 26 de junio.
El 15 de junio, Melissa Depraetere, la presidenta de Vooruit, declaró que no quería a Georges-Louis Bouchez, presidente del Movimiento Reformador (MR), en el futuro gobierno, juzgando que su actitud “injusta» hacia el gobierno de De Croo y su falta de dominio del neerlandés perjudicaría a la futura coalición. También declara que quiere imponer una línea social a una futura coalición que parece marcada por la derecha, lo que, en su opinión, hará muy difícil cualquier negociación.
El 21 de junio, Bart De Wever declaró que sólo una coalición «Arizona» (N-VA, MR, LE, Vooruit, CD&V), que reuniría a las partes que entonces negociaban en Flandes y Valonia para la formación de los ejecutivos regionales. Según Bart De Wever, cualquier otra fórmula conduciría a un nuevo período de negociaciones interminables. Precisa también que la fórmula de Arizona permitiría una relativa coherencia a nivel socioeconómico, pero haría más difícil cualquier perspectiva de reforma institucional.
El 31 de enero de 2025, se llegó a un acuerdo gubernamental entre los partidos de la coalición Arizona,  con De Wever juramentado como primer ministro el 3 de febrero de 2025.